# Superstrada H4

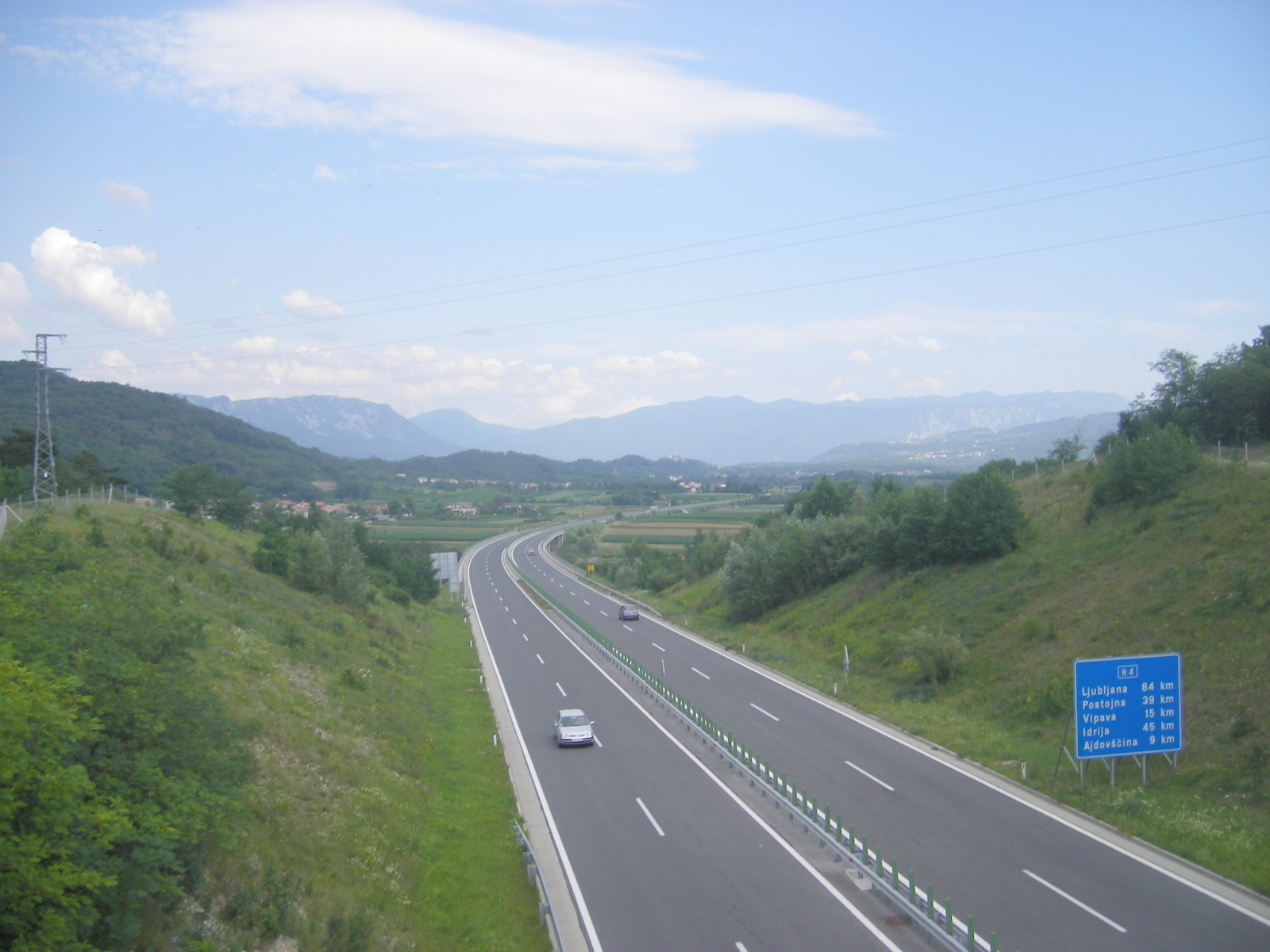
Immagine della H4

La superstrada H4 (hitra cesta H4 - Vipavska hitra cesta) è una superstrada slovena, in fase di adeguamento autostradale, che collega l'A1 all'altezza di Razdrto con il valico di Gorizia. Corre lungo la valle del Vipacco consentendo al traffico, soprattutto pesante, che utilizza tale valico di evitare la tortuosa strada regionale.
È una strada a quattro corsie, due per senso di marcia, divise da un guard-rail. Non vi è la corsia di emergenza.
Il 13 agosto 2009 è stato inaugurato il tratto Vipacco-Prevallo, di circa 10 km, alla presenza del premier sloveno Borut Pahor, che ha richiesto 7 anni di lavoro.

L'intero tratto che dal valico di Sant’Andrea-Vertoiba arriva all'allacciamento autostradale ai piedi del Monte Nanos è costato 221 milioni di euro per 41 km complessivi.
Accanto ai finanziamenti sloveni, l'opera ha ricevuto anche un contributo dello Stato italiano pari al 25% dell'intero costo. La dotazione prevista dal Trattato di Osimo è stata erogata secondo la formula del mutuo non oneroso, cioè senza interessi.
Dal 1º luglio 2008 è obbligatorio, su tutte le autostrade e superstrade, l'uso del bollino per il pagamento del pedaggio, dal costo variabile a seconda del periodo di validità e del mezzo di trasporto. Dal 1º febbraio 2022 è entrata in vigore la vignetta elettronica (e-vignetta).

## Percorso
| H4 VIPAVSKA HITRA CESTA |                                            |        |      |
| Tipologia               | Indicazione                                | ↓km↓   | ↑km↑ |
|                         | Razdrto Prevallo Koper - Ljubljana         | 0,0 km |      |
|                         | Barriera del Nanos                         | x,x km |      |
|                         | Area di Servizio "Vipava" ”Vipacco”        | x,x km |      |
|                         | Vipava Vipacco                             | x,x km |      |
|                         | Ajdovščina Aidussina                       | x,x km |      |
|                         | Selo Sella di Bivio                        | 0 km   |      |
|                         | Area di Servizio "Šempas" "Sambasso"       | 3 km   |      |
|                         | Vogrsko Voghersca                          | 4 km   |      |
|                         | Barriera di Bazara                         | 9 km   |      |
|                         | Šempeter pri Gorici San Pietro             | 10 km  |      |
|                         | Area di Servizio "Vrtojba" "Vertoiba"      | 11 km  |      |
|                         | Vrtojba Vertoiba                           | 12 km  |      |
|                         | Gorizia-Villesse Confine di Stato - Italia | 13 km  |      |